# Eugénio Frederico de Württemberg
Eugénio Frederico de Württemberg (em alemão: Eugen Friedrich Heinrich von Württemberg; 21 de novembro de 1758 - 20 de junho de 1822) foi um nobre alemão.

## Família
Eugénio Frederico era o terceiro filho do duque Frederico II Eugénio, Duque de Württemberg e da marquesa Frederica de Brandemburgo-Schwedt. Entre os seus irmãos estavam o rei Frederico I de Württemberg, a duquesa Sofia Doroteia de Württemberg, esposa do czar Paulo I da Rússia e a duquesa Isabel de Württemberg, esposa do imperador Francisco I da Áustria. Os seus avós paternos eram o duque Carlos Alexandre de Württemberg e a princesa Maria Augusta de Thurn e Taxis. Os seus avós maternos eram o marquês Frederico Guilherme de Brandemburgo-Schwedt e a princesa Sofia Doroteia da Prússia.

## Casamento e descendência
No dia 21 de janeiro de 1787, Eugénio Frederico casou-se em Meiningen com a princesa Luísa de Stolberg-Gedern, viúva do duque Carlos Guilherme de Saxe-Meiningen. Juntos tiveram cinco filhos:
1. Eugénio de Württemberg (18 de janeiro de 1788 - 16 de setembro de 1857), casado primeiro com a princesa Matilde de Waldeck e Pyrmont; com descendência; casado depois com a princesa Helena de Hohenlohe-Langenburg; com descendência.
2. Luísa de Württemberg (4 de junho de 1789 - 16 de junho de 1851), casada com o príncipe Augusto de Hohenlohe-Öhringen; com descendência.
3. Jorge Fernando de Württemberg (15 de junho de 1790 - 25 de dezembro de 1795); morreu aos cinco anos de idade.
4. Henrique de Württemberg (13 de dezembro de 1792 - 28 de novembro de 1797); morreu aos quatro anos de idade.
5. Paulo Guilherme de Württemberg (25 de junho de 1797 - 25 de novembro de 1860); casado com a princesa Maria Sofia de Thurn e Taxis; com descendência.

## Genealogia
| Eugénio Frederico de Württemberg | Pai: Frederico II Eugénio, Duque de Württemberg | Avô paterno: Carlos Alexandre de Württemberg             | Bisavô paterno: Frederico Carlos de Württemberg-Winnental        |
| Eugénio Frederico de Württemberg | Pai: Frederico II Eugénio, Duque de Württemberg | Avô paterno: Carlos Alexandre de Württemberg             | Bisavó paterna: Leonor Juliana de Brandemburgo-Ansbach           |
| Eugénio Frederico de Württemberg | Pai: Frederico II Eugénio, Duque de Württemberg | Avó paterna: Maria Augusta de Thurn e Taxis              | Bisavô paterno: Anselmo Francisco, 2.º Príncipe de Thurn e Taxis |
| Eugénio Frederico de Württemberg | Pai: Frederico II Eugénio, Duque de Württemberg | Avó paterna: Maria Augusta de Thurn e Taxis              | Bisavó paterna: Maria Ludovica Ana Francisca de Lobkowicz        |
| Eugénio Frederico de Württemberg | Mãe: Frederica de Brandemburgo-Schwedt          | Avô materno: Frederico Guilherme de Brandemburgo-Schwedt | Bisavô materno: Filipe Guilherme de Brandemburgo-Schwedt         |
| Eugénio Frederico de Württemberg | Mãe: Frederica de Brandemburgo-Schwedt          | Avô materno: Frederico Guilherme de Brandemburgo-Schwedt | Bisavó materna: Joana Carlota de Anhalt-Dessau                   |
| Eugénio Frederico de Württemberg | Mãe: Frederica de Brandemburgo-Schwedt          | Avó materna: Sofia Doroteia da Prússia                   | Bisavô materno: Frederico Guilherme I da Prússia                 |
| Eugénio Frederico de Württemberg | Mãe: Frederica de Brandemburgo-Schwedt          | Avó materna: Sofia Doroteia da Prússia                   | Bisavó materna: Sofia Doroteia de Hanôver                        |